# Protomyzon whiteheadi
Protomyzon whiteheadi är en fiskart som först beskrevs av Vaillant, 1894.  Protomyzon whiteheadi ingår i släktet Protomyzon och familjen grönlingsfiskar. Inga underarter finns listade i Catalogue of Life.